# 针叶帚菊
针叶帚菊（学名：[Pertya phylicoides] 错误：{{Lang}}：文本有斜体标记（帮助））是菊科帚菊属的植物，为中国的特有植物。分布于中国大陆的云南、西藏等地，生长于海拔2,400米至3,100米的地区，一般生于山坡和干旱沟旁，目前尚未由人工引种栽培。

## 别名
小叶帚菊（中国高等植物图鉴）